# پیوتروویتسه (استان اشوی‌داشکسیه)
پیوتروویتسه (به لهستانی: Piotrowice) یک منطقهٔ مسکونی در لهستان است که در گمینا زاویخوست واقع شده‌است.